# We Mean Business
We Mean Business è il settimo album del duo hip hop statunitense EPMD, pubblicato il 9 dicembre 2008 e distribuito dalla EP Records. Per il mercato europeo, l'album è distribuito da Bodog Music. Dopo otto anni, il duo torna a produrre un album che riceve recensioni miste, mai estremamente positive, nonostante le collaborazioni con Method Man, Redman, KRS-One, Raekwon e Havoc.
| Recensione | Giudizio |
| ---------- | -------- |
| AllMusic   | [ 1 ]    |
| Pitchfork  | [ 2 ]    |
| XXL        | (L)      |
| RapReviews | [ 4 ]    |
| Okayplayer | 74/100   |

## Tracce
1. Puttin' Work In (featuring Raekwon) – 2:28 (musica: Ty Fyffe)
2. What YOu Talkin' (featuring Havoc) – 3:54 (musica: Erick Sermon)
3. Roc-Da-Sport – 3:33 (musica: Erick Sermon)
4. Blow – 3:32 (musica: JFK, Erick Sermon)
5. Run It (featuring KRS-One) – 3:35 (musica: Erick Sermon)
6. Yo (featuring Redman) – 3:32 (musica: Marc Berto)
7. Listen Up (featuring Teddy Riley) – 3:32 (musica: Erick Sermon)
8. Bac Stabbers – 3:06 (musica: EPMD)
9. Never Defeat 'Em (featuring Method Man) – 3:38 (musica: DJ Honda)
10. Jane – 1:57 (musica: Parrish Smith)
11. Left 4 Dead (featuring Skyzoo) – 3:12 (musica: 9th Wonder)
12. They Tell Me (featuring Keith Murray) – 2:48 (musica: Parrish Smith)
13. Symphony 2000 (featuring Vic D & Tre) – 3:02 (musica: Erick Sermon)

Durata totale: 41:49

## Classifiche

### Classifiche settimanali
| Classifica (2008)         | Posizione massima |
| ------------------------- | ----------------- |
| US Top Rap Albums         | 13                |
| US Top R&B/Hip-Hop Albums | 42                |